# Karow, Mecklenburg-Vorpommern
Karow là một đô thị tại Ludwigslust-Parchim (trước thuộc huyện Parchim), bang Mecklenburg-Vorpommern, miền bắc nước Đức. 
Diện tích là 38,53 km2, dân số thời điểm 31 tháng 12 năm 2006 là 873 người. Từ ngày 1 tháng 1 năm 2011, đô thị này thuộc Plau am See.